# Un divorce
Pour les articles homonymes, voir Divorce (homonymie).
Un divorce est un roman à thèse de Paul Bourget (1852 † 1935) paru en 1904, quelque temps après L’Étape. Cette littérature engagée à forte teneur idéologique s’inscrit dans le combat politique et « la campagne de restauration nationale » que l’académicien français, porte-parole des milieux catholiques traditionnels, mène avec la publication de romans d'idées.
Paul Bourget développe les thèmes sociaux et politiques qui lui sont chers et qu’il a découverts en lisant Louis de Bonald, théoricien de la Contre-révolution : la lutte contre les idées révolutionnaires et la défense de l’Église catholique, de la famille traditionnelle et des valeurs patriotiques. Il écrit ce roman à partir de novembre 1903, dans sa propriété hyéroise du Plantier de Costebelle,.
Un divorce, qui est la suite logique aux arguments traités dans L’Étape sur la défense de la famille traditionnelle et qui précède Le Démon de midi en 1914, dévoile l’impossibilité du bonheur pour un catholique qui transgresse la loi religieuse concernant l'indissolubilité du mariage, et le danger d’une loi civile qui semble offrir la possibilité d’une vie nouvelle et « trompe ceux qui s’y laissent attirer ».

## Dédicace
Le roman est dédié au marquis Paul de Richard d'Ivry (1829 † 1903), grand ami de Paul Bourget et compositeur proche de Gounod et de Liszt. Le marquis de Richard d'Ivry meurt à Hyères au Plantier de Costebelle, le 16 décembre 1903, alors que le romancier a commencé la rédaction du roman.

## Contexte politique du roman

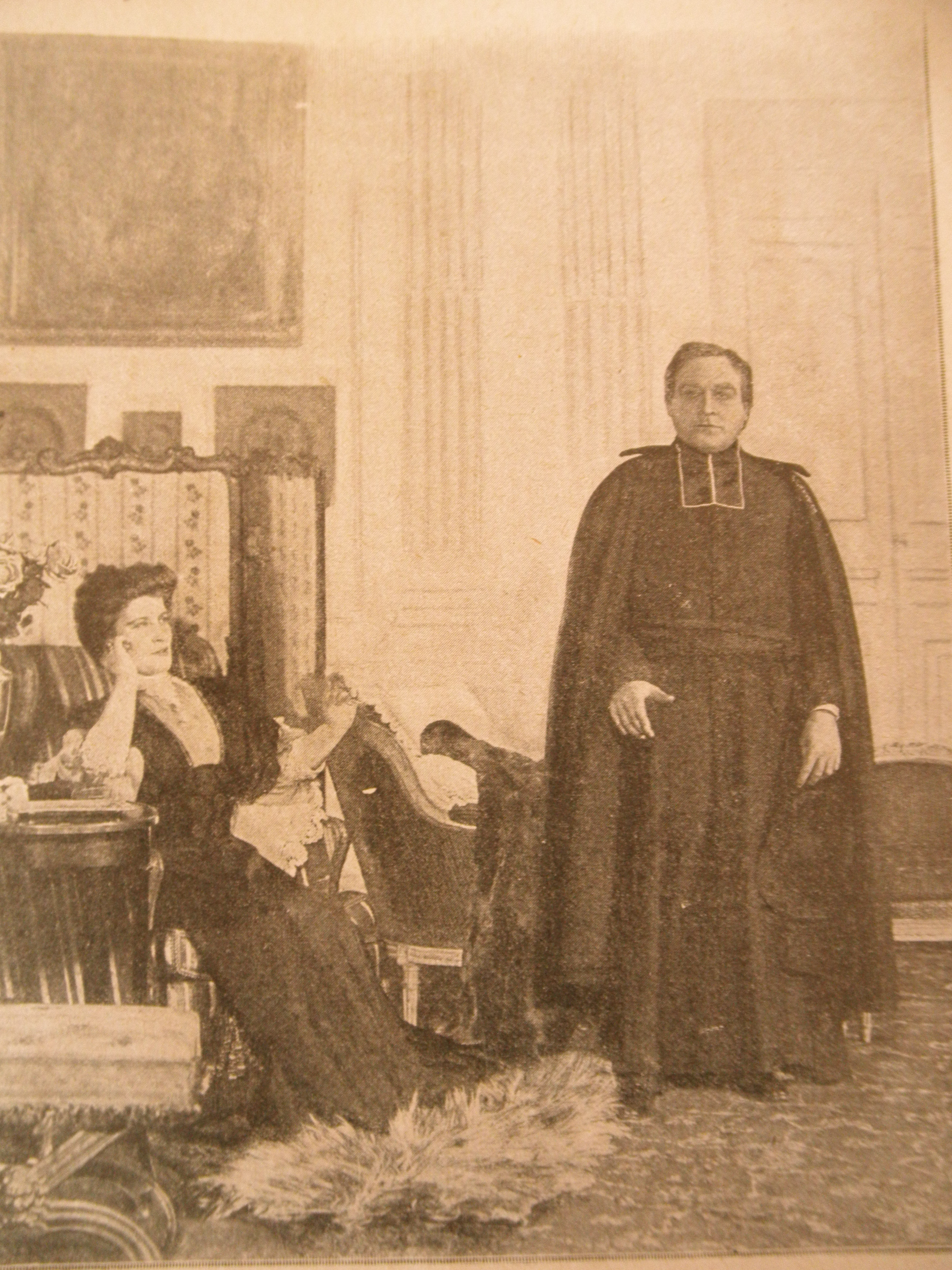
Gabrielle Nouet et le Père Euvrard.

Depuis 1884, la question du mariage est d'actualité en France. Vers 1875 déjà, le député issu de l'extrême gauche Alfred Naquet dépose successivement trois propositions de loi en vue du rétablissement du divorce pour faute, naguère autorisé par la loi de 1792. Après plusieurs échecs, il parvient à ouvrir de nouveaux débats à l'Assemblée, le 26 mai 1884 où s'affrontent deux courants d'idées : les tenants de la tradition catholique contre les partisans de l'esprit des Lumières. Lors de l'ultime vote, 355 députés votent pour et 115 contre. Voté par la gauche et le centre-gauche, le texte est définitivement adopté par le Sénat le 27 juillet 1884. Les catholiques, pour qui la séparation de corps doit être maintenue, ont voté contre.
Des écrivains prennent position : Paul Hervieu dans Les Tenailles (1897), prend la défense de la femme et Hugues Le Roux demande l'établissement du divorce par consentement mutuel en 1899 dans Le Bilan du divorce. Ardents défenseurs de l'émancipation de la femme, les frères Paul et Victor Margueritte plaident dans Les Deux vies (1902), pour la dissolution du mariage par consentement mutuel des époux, et même par la volonté d'un seul des conjoints. Leur campagne est appuyée par une proposition de loi dont Louis Barthou a pris l'initiative et qui abolit l'article 298 du Code civil interdisant le mariage de l'époux coupable avec son complice.
Dans ce contexte, Paul Bourget, un des écrivains les plus lus de la Belle Époque, fait l’apologie des liens sacrés du mariage, qu’on ne peut dénouer, même dans les pires conditions de vie conjugale, au risque d’accumuler les malheurs sur la tête des siens.

## Résumé

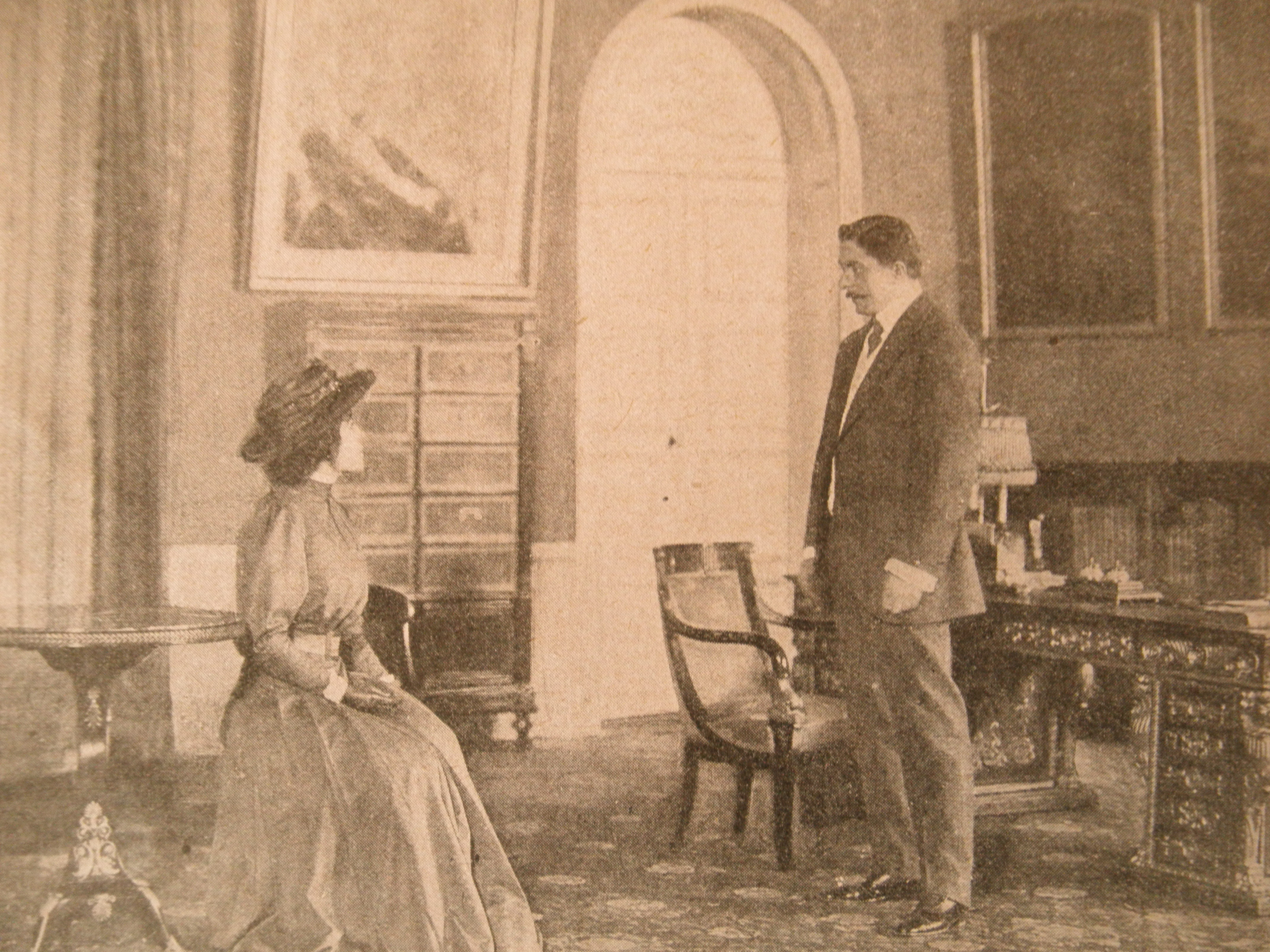
Berthe Planat et Lucien de Chambault.

Albert Darras, ancien polytechnicien, ingénieur-conseil d'une puissante banque et incroyant, a épousé une divorcée, mère d'un garçon, Gabrielle Nouet, Mme de Chambault par son premier mariage avec un mari brutal et débauché. Une fille, Jeanne, est née de cette seconde union et Lucien, son beau-fils, lui voue une affectueuse reconnaissance. Mais Lucien de Chambault veut épouser une jeune femme, Berthe Planat, étudiante en médecine et déjà mère d'un enfant d'un autre lit. Albert Darras s'y oppose. Le conflit entre Lucien et son beau-père est inévitable d'autant que Lucien de Chambault prétend faire, logique conséquence de l'éducation qu'il a reçue, ce que Darras a fait lui-même. Et d'ailleurs, seul son père, le premier époux de sa mère, a le pouvoir de donner le consentement à ce mariage.
Albert et son épouse découvrent bientôt que leur mariage n'a pas rompu le lien que le premier mariage avait créé, ainsi que le leur explique le notaire de M. de Chambault, venu pour signifier aux deux époux que le vrai père donne son consentement au mariage de Lucien avec Berthe Planat.

## Personnages

### Gabrielle Nouet
Gabrielle est une femme divorcée et remariée. Son premier mari est un homme brutal, alcoolique et indigne qui la menace. C'est lui qui demande la conversion de la séparation de corps en divorce. Après un long martyre, elle expie son crime religieux en maudissant la loi sur le divorce.

### Albert Darras
L'ingénieur Darras est un homme très droit, mais incroyant.

### Lucien de Chambault
Lucien de Chambault a été élevé par son beau-père Albert Darras. Il a accepte avec enthousiasme toutes ses doctrines de libre-penseur. Il a vingt-trois ans maintenant. Il veut épouser une étudiante, Berthe Planat, qui a eu déjà un enfant d'un homme par qui elle fut séduite et abandonnée. Albert Darras s'oppose à cette union. Lucien discute longuement avec son beau-père, qui n'est pas à court d'arguments. À la fin, Lucien répond à Darras qu'il n'est point son fils et donc qu'il n'a pas à se soumettre à l'autorité inexistante d'un beau-père. Il vivra avec Berthe Planat et l'épousera. Paul Bourget veut amener le lecteur à comprendre que par ces complications, le divorce est une cause de désordre fatal dans les familles.

### Berthe Planat
Berthe Planat est le type même de l'étudiante féministe, la théoricienne de l'union libre, « curieux mélange de droiture morale et d'anarchisme intellectuel, touchante et sympathique jusque dans ses erreurs et ses faiblesses ».

## Structure narrative
Dans le débat sur la définition du roman qui oppose, au début du xxe siècle, Paul Bourget à Albert Thibaudet, l'auteur d'Un divorce défend l'idée du schéma du roman français traditionnel, c'est-à-dire une œuvre qui raconte une histoire, une intrigue, et dans laquelle chaque passage concourt au dénouement final. Paul Bourget est un observateur attentif, un analyste pertinent. Il appuie ainsi les actes de ses personnages sur des observations justes même dans des contextes très différents. Dans cette suite d'épisodes qui a pour but d'acheminer l'histoire vers sa conclusion, les personnages « sont des exemples habilement choisis » et mobilisés pour la démonstration finale.

## Thèmes développés dans l'œuvre

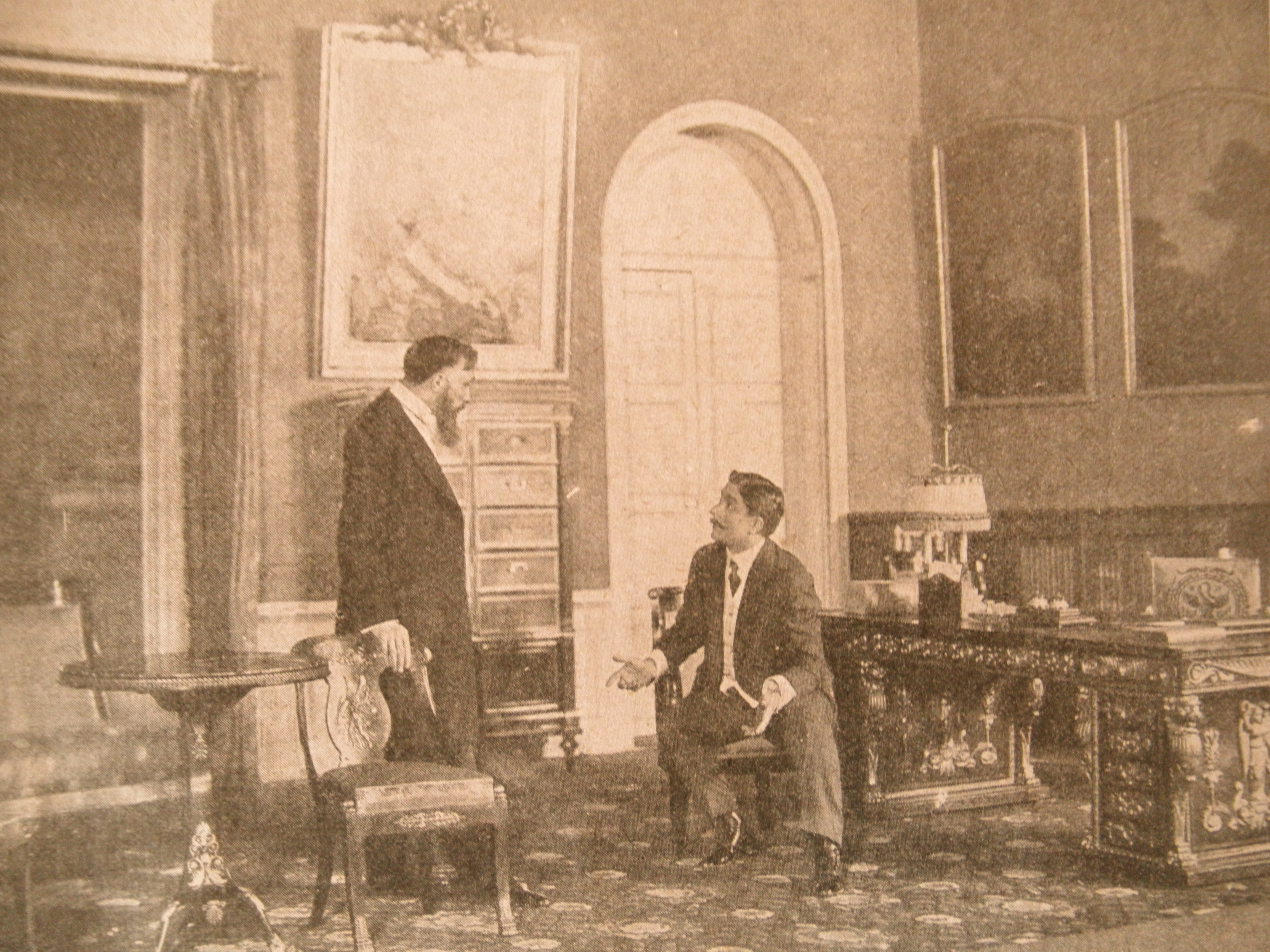
Albert Darras et Lucien de Chambault.

### Influence directe des théories de Louis de Bonald
En 1904, Paul Bourget publie en même temps que son Divorce un ouvrage sur Bonald et sur les conceptions du philosophe sur le divorce. Aux côtés de Louis Dimier et de Léon de Montesquiou, Paul Bourget s'attache à dispenser des cours d'histoire des idées politiques monarchistes dans le cadre de l'Institut d'Action française où l'enseignement de la pensée de Bonald tient une place prépondérante.
Louis de Bonald sous la Restauration est député (1815-1823), ministre, Pair de France (1823-1830) et académicien. Il contribue à l’abolition du divorce instauré en 1792 (loi Bonald du 8 mai 1816 considérant le divorce comme un « poison révolutionnaire [sic] »). Selon Bonald, la primauté du lien social doit être maintenue. Le divorce affaiblit la famille et par conséquent l'État, c'est la raison pour laquelle il est en « harmonie avec la démocratie ». L’idée rousseauiste du citoyen souverain flatte l’orgueil individuel, mais engendre une société factice et féroce. Cet individualisme procède de la réforme luthérienne qui exalte la subjectivité individuelle à l’encontre du magistère de l’Église. La souveraineté populaire produit la sanglante dictature robespierriste. Les dirigeants tiennent leur pouvoir de Dieu et chacun donne sa pleine mesure dans les corps intermédiaires (famille, métier, province). « La société est paternité et dépendance, bien plus que fraternité et égalité ». À travers le lien social, l’homme se réalise et trouve son vrai bonheur. En 1801, il écrit Du divorce considéré au XIXe siècle pour en dénoncer les conséquences désastreuses par un développement de la polygamie.

### Loi fondamentale du mariage religieux
Le roman à thèse Un divorce est l'occasion pour Paul Bourget de prendre parti contre la loi Naquet et d'exposer les principes du traditionalisme appliqués à des cas sociaux, ici, une famille qui doit faire face aux conséquences provoquées par le non-respect de la loi naturelle. Ce roman d'idées est le deuxième panneau d'un triptyque consacré à la famille. Dans L'Étape, Paul Bourget avait traité de l'ascension d'une famille paysanne. Dans Un divorce, il étudie l'ébranlement d'une famille bourgeoise par la méconnaissance de la loi fondamentale du mariage. Dans L'Émigré, il explique ce que deviennent les familles nobles dans la France moderne et quel rôle elles peuvent encore jouer.
Pour Paul Bourget, engagé dans un combat en faveur des idées traditionalistes, la transgression de la loi religieuse entraîne de graves  conséquences. Albert Darras ne peut, comme mari, intervenir dans la décision de son beau-fils Lucien car le divorce n'a pas d'effet rétroactif. La loi civile peut déclarer la dissolution du mariage, mais dissolution n'est pas annulation. Lucien de Chambault est le fils de M. de Chambault et de celle qui a été Mme de Chambault. Le consentement doit être donné par les deux parents. L'ancienne loi voulait qu'une famille, une fois fondée, le fût pour toujours. En fait, même avec le divorce, cette première famille n'est pas tout à fait détruite, puisque le droit d'hériter continue, au travers de l'autorité paternelle.
L'héroïne du roman, Gabrielle Darras est aussi confrontée à un dilemme tragique lorsque, retrouvant la foi, elle souhaite inculquer des valeurs chrétiennes à sa fille mais se voit refuser la communion puisque le second mariage ne compte pas aux yeux de l'Église.

### Méfaits de la loi civile

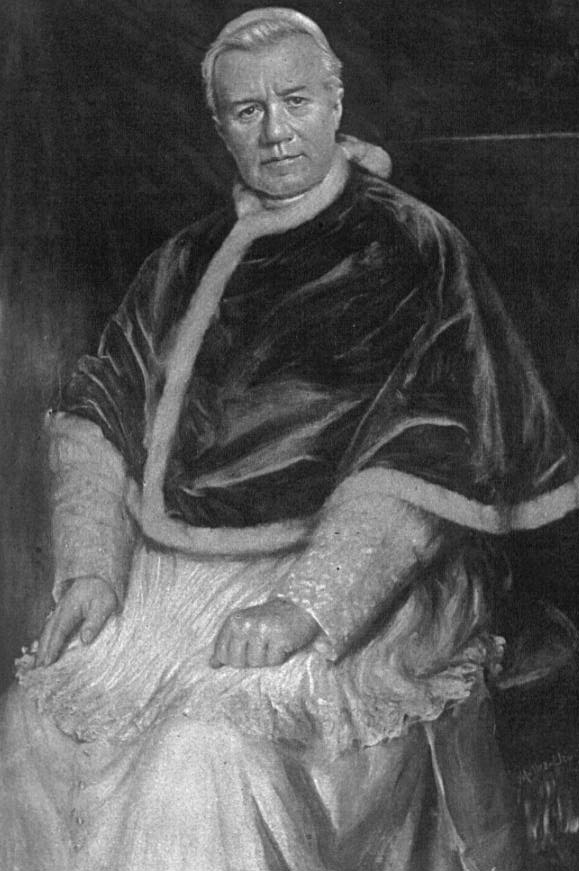
Le Pape Pie, dont les orientations spirituelles dictent les thèses du roman de Paul Bourget.

La loi civile semble finalement offrir la possibilité d'une vie nouvelle et trompe ceux qui adoptent cette nouvelle règle, en rupture totale avec les principes de la religion catholique. Le romancier veut démontrer que la loi Naquet entraîne toutes sortes de tragédies comme l'explique le père Euvrard dans le roman : « J'ai vu sombrer des ménages comme le vôtre, qui n'ont pas compris cette évidence, partout empreinte cependant : toute liberté contraire aux lois de la nature engendre une servitude, tout devoir abandonné, un malheur ! j'ai vu des haines fratricides entre les enfants du premier et du second lit, des pères et des mères jugés et condamnés par leurs fils et leurs filles. »
Paul Bourget se fait l'interprète des positions exprimées par le Saint-Siège dans les textes pontificaux publiés à cette époque et qui condamnent sans appel le divorce. Le pape Pie X, dans le décret Ne temere du 2 août 1907 sur les fiançailles et le mariage confirme la pensée de son prédécesseur, Léon XIII,  contre le divorce. Dans sa lettre Afflictum proprioribus du 24 novembre 1906 à l'attention des évêques de Bolivie, Pie X, « le saint et le grand », pointe « de fallacieuses erreurs chez ceux qui ont la charges du gouvernement », c'est-à-dire la volonté d'imposer le mariage civil. Dans cette même lettre, le Saint-Père allègue la dignité du mariage érigé par le Christ comme sacrement.

## Réception de l'œuvre

### Dans les milieux favorables aux thèses défendues dans le roman

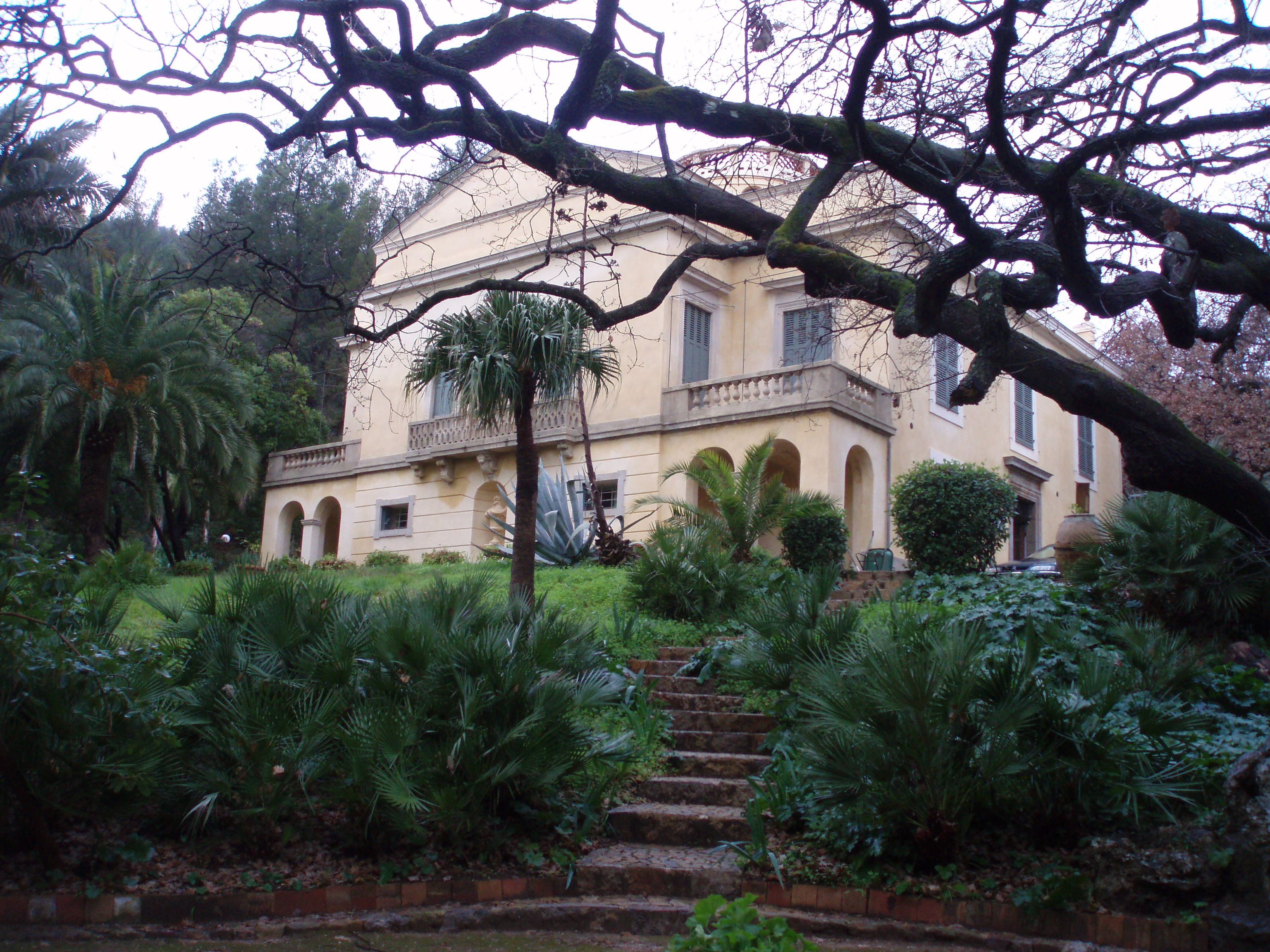
Le Plantier de Costebelle ou Paul Bourget écrit Un divorce en 1904.

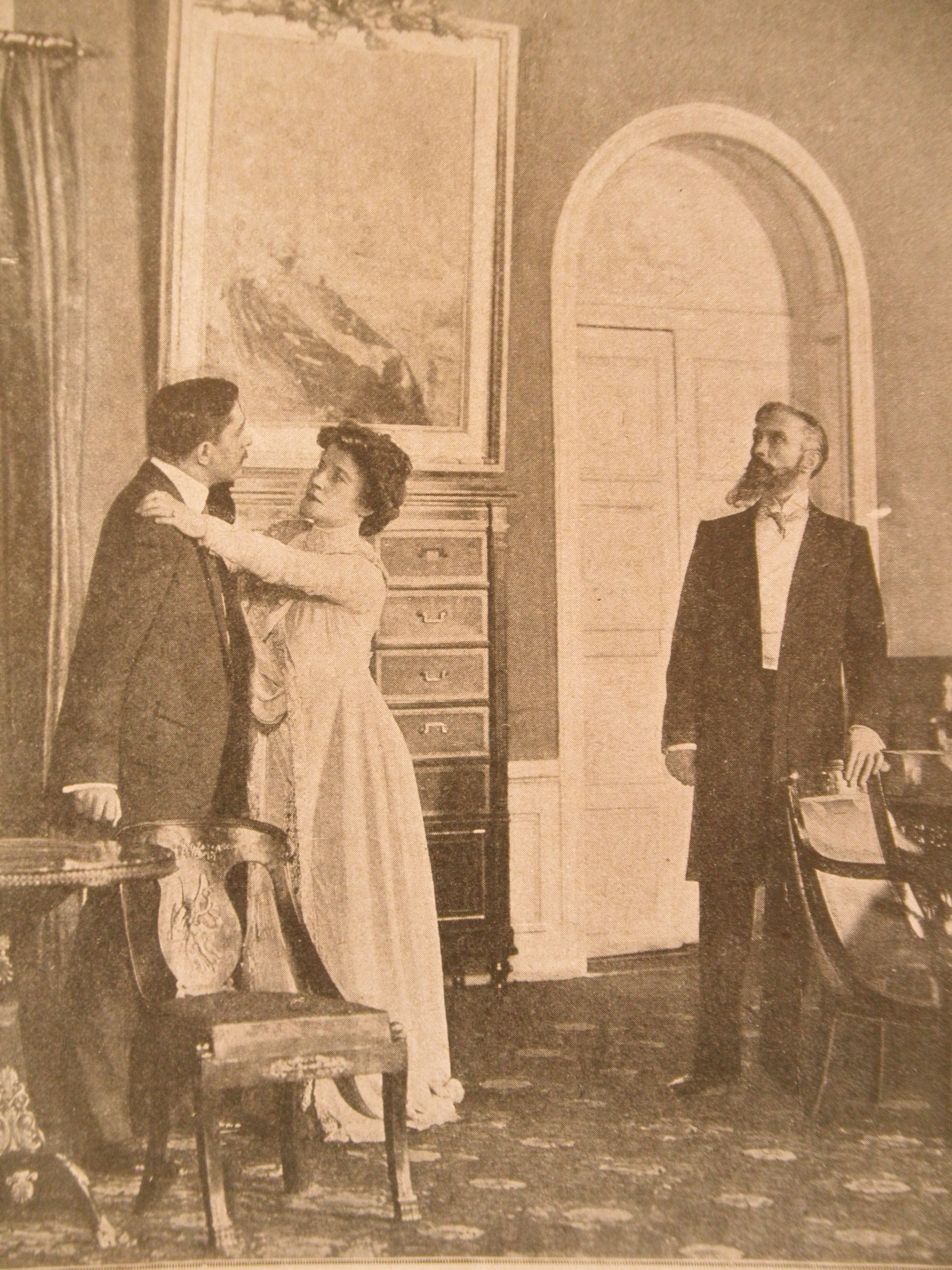
Lucien de Chambault, Gabrielle Nouet et Albert Darras.

Dans le débat suscité par la parution d'Un divorce, les partisans de la thèse de Paul Bourget ne manquent pas de rappeler que la loi sur le divorce a été élaborée par un juif, le sénateur Naquet et « l'image de la République ennemie non seulement de la famille, mais aussi du christianisme » prend corps dans les esprits. Le journal d'Édouard Drumont, La Libre Parole, prend fait et cause pour les positions conservatrices de Bourget contre le « vieux juif Naquet » dont les thèses sur le divorce sont « porteuses de désorganisation et d'anarchie par essence, sa mentalité ne pouvant avoir aucun rapport avec la nôtre » ; et le journal de Drumont de conclure : « Que peut bien faire à cet Hébreu que la France vive ou meure ». La presse française s'empare de ce sujet polémique en évoquant les théories des frères Margueritte face à la démonstration du roman de Paul Bourget.
En 1908, une adaptation dramatique du roman représentée au Théâtre du Vaudeville, est un grand succès et « nombreux sont ceux qu'enthousiasment les discours des personnages anarchistes, parfois conformément à l'intention de Bourget qui cherche à démontrer que, si les tenants de l'union libre sont parfois bien intentionnés, le fait qu'ils agissaient contre la loi éternelle de la famille les condamnent à l'échec ». La pièce, interprétée notamment par Marthe Brandès, Ellen Andrée et Alexandre Arquillière, est présentée au moment même ou une commission sénatoriale examine une réforme de la loi sur le divorce ; ce qui lui donne une actualité plus évidente. La presse étrangère, notamment outre-Atlantique The New York Times le 16 février 1908, se fait également l'écho des différents points de vue sur le divorce à la suite de la parution de la pièce de théâtre.
Le romancier soutenu par les milieux catholiques apparaît alors comme le représentant de la morale bourgeoise. Dans Le Matin du 29 janvier 1908, le lendemain de l'Avant-première, Paul Bourget explique qu'il faut choisir « entre le retour au mariage indissoluble et l'anarchie de l'union libre car le divorce est la polygamie successive et réglée », insinuant que, par le divorce, la femme change de mâle, en infraction aux règles de la pudeur de l'épouse bourgeoise.

### Dans les milieux hostiles aux thèses de Paul Bourget

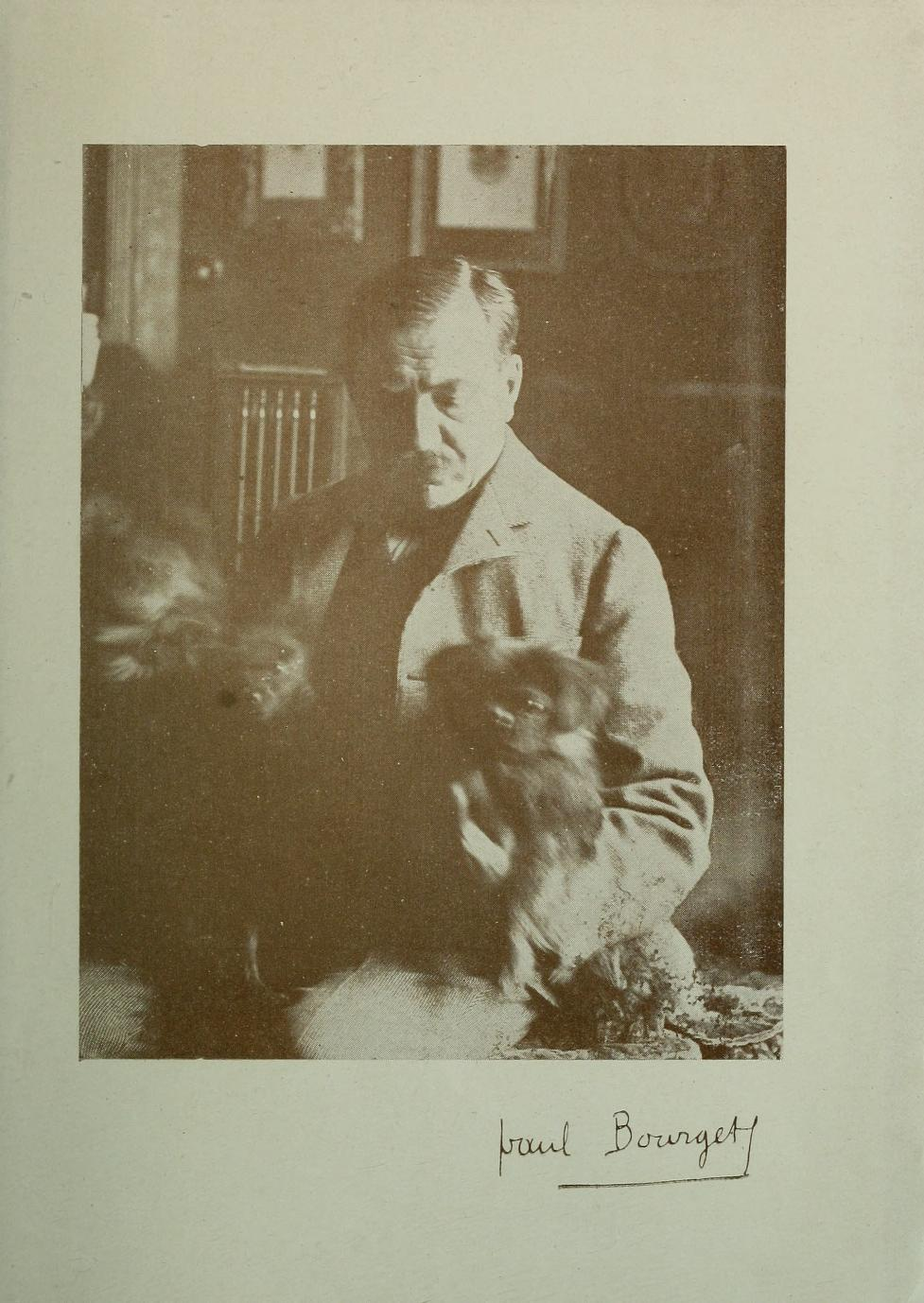
Paul Bourget vers 1910.

La parution du roman de Paul Bourget en 1904 relance un débat ancien entre partisans et opposants au divorce. Les frères Paul et Victor Margueritte, ardents défenseurs de la loi Naquet et des droits de la Femme, relancent la polémique pour répondre aux arguments de Bourget avec Quelques idées en 1905. Ils rappellent ainsi leur position : 

« (...)ce que nous voulons avec le mariage plus libre, ce n'est point la révolution, ce n'est point la destruction des saines idées, des intangibles principes familiaux, c'est au contraire une évolution lente avec tous les freins que l'on voudra vers la libération féminine, vers moins de malheurs, vers un peu plus de bonheur ici-bas. »

— Paul et Victor Margueritte, Quelques idées, Plon-Nourrit et Cie, 1905, page 191.
Dans ce même ouvrage, les deux frères proposent une enquête sur l'union libre à laquelle Émile Zola répond : « Je suis pour le couple dont l'amour rend l'union indissoluble. Je suis pour que l'homme et la femme qui se sont aimés et qui ont enfanté s'aiment toujours jusqu'à la mort. C'est la vérité, c'est la beauté et c'est le bonheur. Mais je suis pour la liberté absolue dans l'amour, et si le divorce est nécessaire, il le faut sans entraves, par le consentement mutuel et même par la volonté d'un seul ».
Léon Blum critique sans équivoque dans les colonnes de L'Humanité, la position de Paul Bourget : « Le roman de M. Paul Bourget est un roman à thèse. Et c'est une mauvaise thèse et c'est un mauvais roman. Ce n'est pas seulement parce qu'il est à thèse qu'il est mauvais. M. Paul Bourget n'a nul besoin d'une thèse pour fabriquer un roman au-dessous du médiocre. Terre promise, Cosmopolis, Une Idylle tragique, et quelques autres seraient là pour l'attester. Mais, sans l'intention morale, ce livre-ci ne serais pas si mauvais que je le trouve. »
Il semble cependant que la polémique née de l'opposition des thèses sur le divorce entre les frères Margueritte et Paul Bourget se résume à une « lutte courtoise » selon les termes même de Paul Margueritte qui évoque le « très beau roman » de Paul Bourget et qui parait éprouver le plus profond respect pour l'académicien qu'il qualifie encore de « grand écrivain ». Une revue de l'époque, Femina, qui publie dans ses colonnes une lettre de Bourget et une autre de Margueritte, lance même une enquête d'après laquelle Paul Bourget obtient auprès des lectrices une majorité relative (1557 voix) et les frères Margueritte, une minorité de faveur (1505 voix).

## Influence du roman
En 1917, Paul Bourget aborde à nouveau le thème de l'indissolubilité du mariage dans Lazarine. Des romanciers catholiques proches de Paul Bourget abordent aussi le thème du divorce ; tel est le cas d'Henry Bordeaux, qui publie en 1908 Les Yeux qui s'ouvrent.